# Henri Édouard Naville

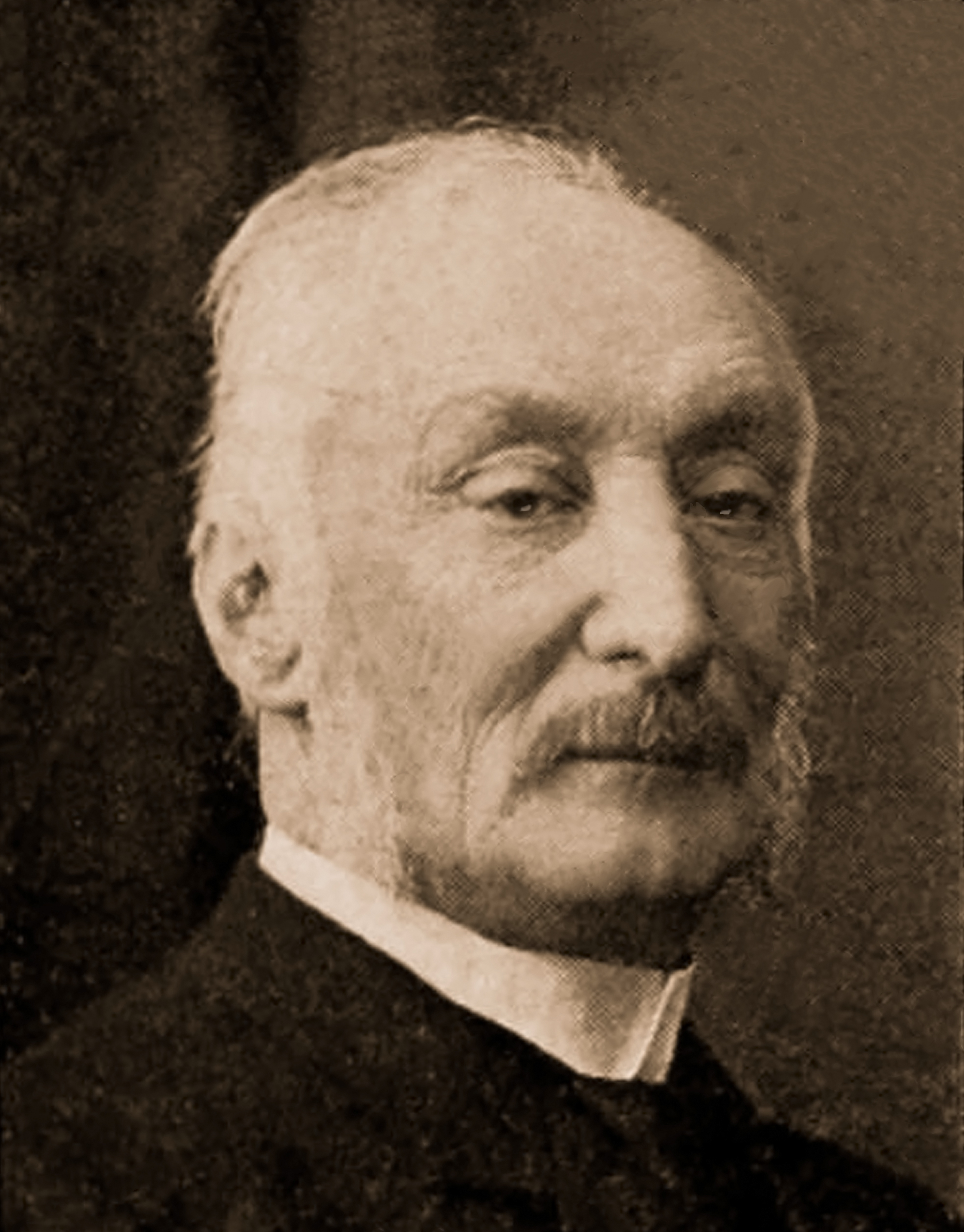
Henri Édouard Naville, ok. 1917

## Henri Édouard Naville
Henri Édouard Naville (ur. 14 czerwca 1844 r. w Genewie, zm. 17 października 1926. r. w Genewie) – szwajcarski egiptolog.

### Życiorys
Urodził się 14 czerwca 1844 r. w Genewie jako syn Adriena i Sophii Rigaud. Kształcił się na uniwersytetach w Genewie, Bonn, Paryżu i Berlinie oraz King’s College w Londynie. Po raz pierwszy odwiedził Egipt w 1865 r., kiedy kopiował dokumenty w Edfu. W okresie wojny francusko-pruskiej służył w szwajcarskiej armii jako kapitan i brał udział w eskortowaniu francuskich żołnierzy internowanych w Szwajcarii. Po wojnie wrócił do egiptologii, publikując kolejne prace w tym zakresie, m.in. biorąc udział w publikacji prac na temat grobowca Setiego I w Tebach. Na wykopaliska pojechał do Egiptu w 1882 r., a jego raport z wykopalisk w Tell el-Maskhuta (1883) ustanowił format dla tego typu publikacji. Prowadził wykopaliska m.in. w Wadi Tumilat, Tell el-Yahudiya, Saft el- Hinna, Ahnas, Mendes i Tell Mukdam w Dolnym Egipcie, a potem w Górnym Egipcie m.in. w Deir el-Bahari, gdzie m.in. oczyścił świątynię Menthuhotepa II; prowadził także prace w nekropolii w Abydos.
Zmarł 17 października 1926. r. w Genewie.